# کوه عیسی
کوه عیسی (به عربی: جبل عیسی) یک کوه در الجزایر است که در نعامه (شهر) واقع شده‌است. کوه عیسی ۲٬۲۳۶ متر بالاتر از سطح دریا واقع شده‌است.